# Răuțelul Nou, Fălești
Răuțelul Nou este un sat situat în vestul Republicii Moldova, în Raionul Fălești, la o distanță de 6 km de stația feroviară Mărăndeni, 16 km de centrul raional (Fălești) și 141 km de Chișinău. Aparține administrativ de comuna Hiliuți.
La recensământul din 2004 avea o populație de 222 locuitori (103 bărbați și 119 femei). Componența etnică: moldoveni 160 persoane (72,07%), ucraineni 36 persoane (16,22%), ruși 20 persoane (9,01%), un polonez (0,45%), locuitori de alte etnii - 5 persoane (2,25%).
Satul a fost întemeiat în 1964 pe lângă secția de întâia a colhozului „Răuțel”, cu sediul la Hiliuți. În anii 1970-'80 în sat se afla o secție a fabricii de cofetărie din Bălți, club cu instalație de cinematograf, bibliotecă, punct medical, ospătărie, grădiniță de copii. Elevii erau înscriși la școlile din Bălți.